# Köyceğiz Gölü
Köyceğiz Gölü – meromiktyczne jezioro w południowo-zachodniej Turcji o powierzchni 55 km² i pojemności szacowanej 826 mln m³. Ma wydłużony kształt, przypominający zniekształcony prostokąt, ułożony wzdłuż osi NNE–SSW. Maksymalna długość wynosi 12 km, maksymalna szerokość 6,5 km.
Jezioro tworzą dwie misy połączone cieśniną Yoğun – Köyceğiz na północy, o głębokości 24 m, i Sultaniye na południu, o głębokości 32 m. Nazwy obu mis pochodzą od nazw znajdujących się nad nimi miejscowości. Najmniejsza szerokość cieśniny Yoğun wynosi 1750 m. Położona jest między wzniesieniami Yoğun na zachodnim brzegu a wzniesieniami Gedova na wschodnim. Głębokość cieśniny oscyluje przeważnie wokół 6 m, powiększa się nagle do 12 m w pobliżu przylądka Yoğun u zachodniego brzegu.

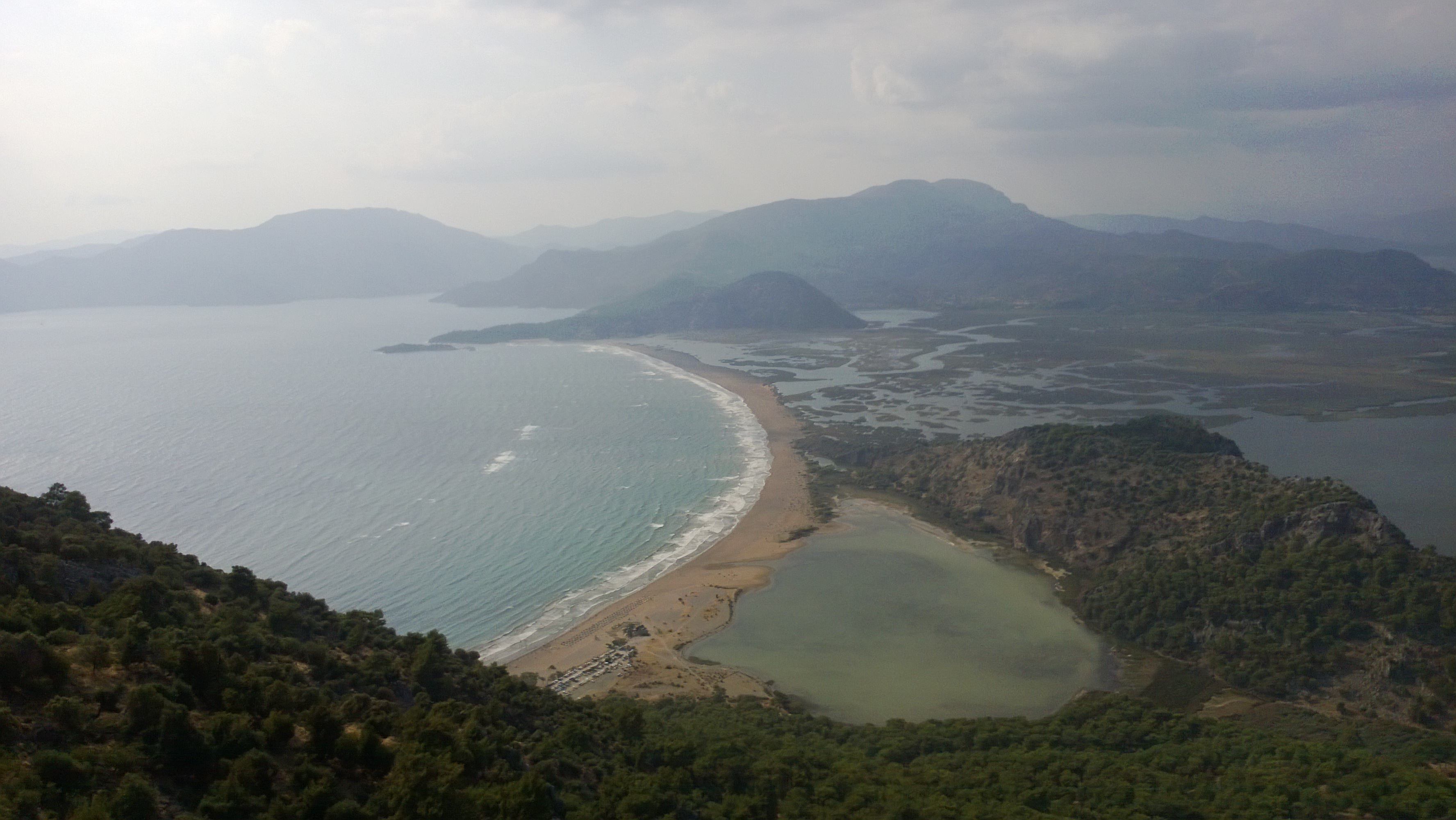
Plaża İztuzu i ujście Dalyan

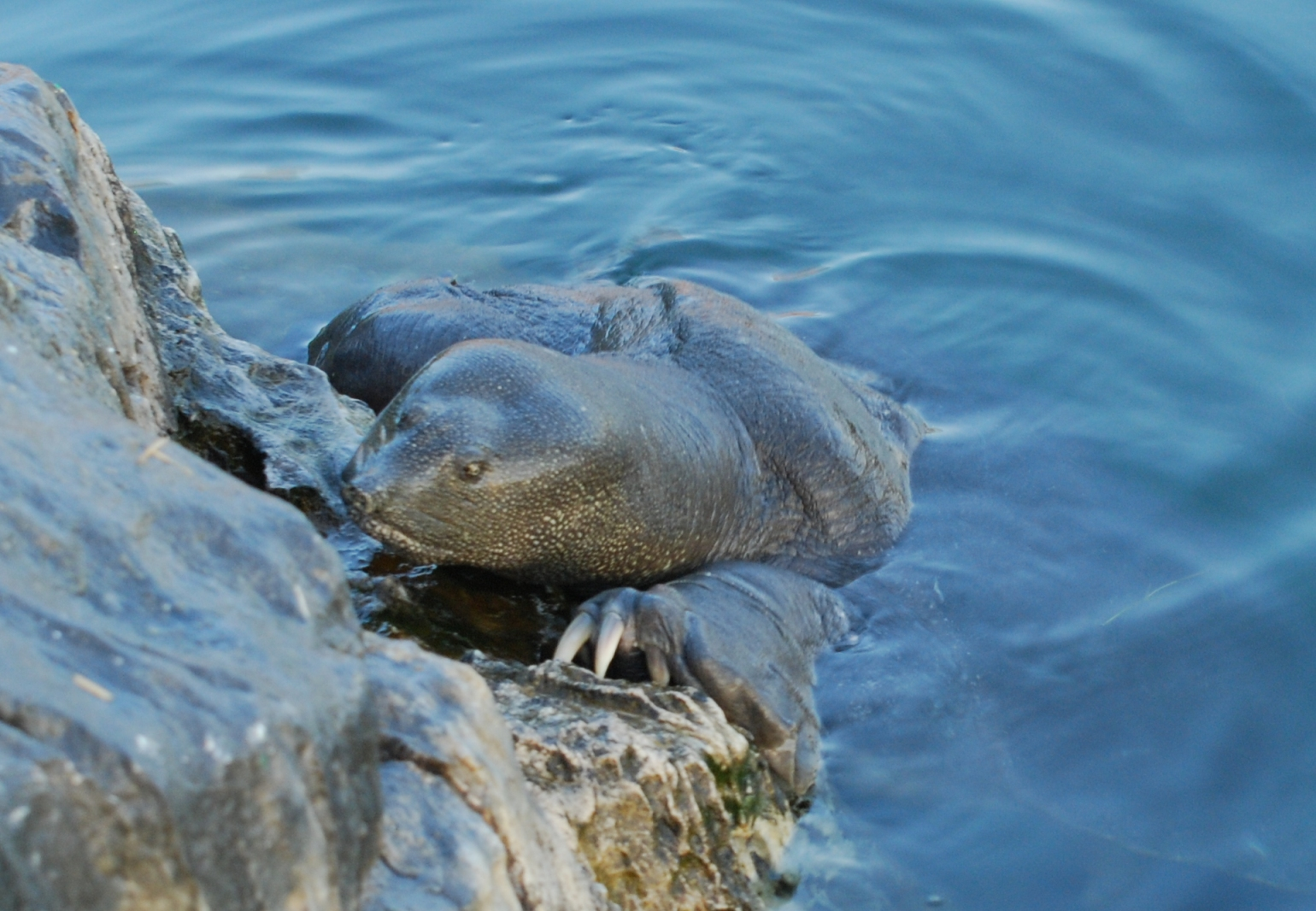
Żółwiak afrykański w Dalyan

Jezioro zasilane jest na kilka sposobów – opadami atmosferycznymi, wodami uchodzących do niego cieków i wodami termalnymi. Gorące wody podziemne, m.in. ze względu na wysoki stopień mineralizacji, mają zdecydowanie większą gęstość niż te pochodzące z opadów atmosferycznych i cieków, stąd też w jeziorze nie zachodzi w ciągu roku całkowite mieszanie się wód. Głównym źródłem zasilania powierzchniowego są dwie rzeki – Namnam Çay i Yuvarlakçay, wpadające do zbiornika od północy. Inne cieki mają charakter okresowy. Lustro wody położone jest przez większość roku na wysokości 2 m n.p.m. Podczas zimowych opadów deszczu poziom wody może podnieść się o około 1 m, jednak nadmiar wody jest odprowadzany do Morza Śródziemnego naturalnie uformowanym kanałem o nazwie Dalyan. 
W 1988 na powierzchni obejmującej jezioro, wraz z kanałem, jego ujściem do morza i odcinkiem wybrzeża z plażą İztuzu utworzono specjalny obszar ochrony Köyceğiz-Dalyan (tur. Köyceğiz-Dalyan Özel Çevre Koruma Bölgesze) ze względu na szczególne znaczenie biologiczne. W miejscu tym spotkać można zagrożone wyginięciem żółwie karetta i żółwie zielone oraz narażone na wyginięcie żółwiaka afrykańskiego i żółwia śródziemnomorskiego. Wśród gadów odnotowane były także m.in. żółw kaspijski, 10 gatunków jaszczurek: gekon turecki, gekon śródziemnomorski, żółtopuzik bałkański, kameleon pospolity, hardun, jaszczurka trójpręga, Lacerta oertzeni, jaszczurka wężooka, Trachylepis aurata, ablefarus panoński, amfisbena Blanus strauchi, i 13 gatunków węży: ślepucha robakowata, strzelec stepowy, Eirenis modestus, Dolichophis jugularis, połoz wysmukły, Platyceps collaris, Hemorrhois ravergieri, połoz lamparci, zaskroniec zwyczajny, zaskroniec rybołów, wąż koci, malpolon, żmija bliskowschodnia. Zaobserwowano występowanie kilku gatunków płazów: rzekotki drzewnej, ropuchy zielonej, ropuchy szarej, salamandry anatolijskiej, żaby śmieszki.